# Nesticus
Nesticus (лат.) — род пауков из семейства Пауки-нестициды. Распространены повсеместно.

## Виды
По данным сайта World Spider Catalog на июнь 2016 года род включает 139 видов.
- Nesticus abukumanus Yaginuma, 1979 — Япония
- Nesticus afghanus Roewer, 1962 — Афганистан
- Nesticus akamai Yaginuma, 1979 — Япония
- Nesticus akiensis Yaginuma, 1979 — Япония
- Nesticus akiyoshiensis (Uyemura, 1941) — Япония
  - Nesticus akiyoshiensis ofuku Yaginuma, 1977 — Япония
- Nesticus ambiguus Denis, 1950 — Танзания
- Nesticus anagamianus Yaginuma, 1976 — Япония
- Nesticus antillanus Bryant, 1940 — Куба
- Nesticus archeri Gertsch, 1984 — США
- Nesticus arenstorffi Kulczynski, 1914 — Босния и Герцеговина
- Nesticus arganoi Brignoli, 1972 — Мексика
- Nesticus asuwanus Nishikawa, 1986 — Япония
- Nesticus baeticus Lopez-Pancorbo & Ribera, 2011 — Испания
- Nesticus balacescui Dumitrescu, 1979 — Румыния
- Nesticus barri Gertsch, 1984 — США
- Nesticus barrowsi Gertsch, 1984 — США
- Nesticus beroni Deltshev, 1977 — Болгария
- Nesticus beshkovi Deltshev, 1979 — Крит
- Nesticus bishopi Gertsch, 1984 — США
- Nesticus brasiliensis Brignoli, 1979 — Бразилия
- Nesticus breviscapus Yaginuma, 1979 — Япония
- Nesticus brignolii Ott & Lise, 2002 — Бразилия, Уругвай, Аргентина
- Nesticus brimleyi Gertsch, 1984 — США
- Nesticus bungonus Yaginuma, 1979 — Япония
- Nesticus calilegua Ott & Lise, 2002 — Бразилия, Аргентина
- Nesticus campus Gertsch, 1984 — Мексика
- Nesticus carolinensis (Bishop, 1950) — США
- Nesticus carpaticus Dumitrescu, 1979 — Румыния
- Nesticus carteri Emerton, 1875 — США
- Nesticus caverna Gertsch, 1984 — Мексика
- Nesticus cellulanus (Clerck, 1757) — Голарктика
  - Nesticus cellulanus affinis Kulczynski, 1894 — Венгрия
- Nesticus cernensis Dumitrescu, 1979 — Румыния
- Nesticus chikunii Yaginuma, 1980 — Япония
- Nesticus citrinus (Taczanowski, 1874) — Гайана
- Nesticus concolor Roewer, 1962 — Афганистан
- Nesticus constantinescui Dumitrescu, 1979 — Румыния
- Nesticus cooperi Gertsch, 1984 — США
- Nesticus coreanus Paik & Namkung, 1969 — Корея
- Nesticus crosbyi Gertsch, 1984 — США
- Nesticus delfini (Simon, 1904) — Чили
- Nesticus diaconui Dumitrescu, 1979 — Румыния
- Nesticus dilutus Gertsch, 1984 — США
- Nesticus echigonus Yaginuma, 1986 — Япония
- Nesticus eremita Simon, 1879 — Европа
- Nesticus fagei Kratochvíl, 1933 — Италия, Черногория
- Nesticus flavidus Paik, 1978 — Корея
- Nesticus furenensis Yaginuma, 1979 — Япония
- Nesticus furtivus Gertsch, 1984 — США
- Nesticus georgia Gertsch, 1984 — США
- Nesticus gertschi Coyle & McGarity, 1992 — США
- Nesticus globosus Liu & Li, 2013 - Китай
- Nesticus gondai Yaginuma, 1979 — Япония
- Nesticus gujoensis Yaginuma, 1979 — Япония
- Nesticus henderickxi Bosselaers, 1998 — Крит
- Nesticus higoensis Yaginuma, 1977 — Япония
- Nesticus hoffmanni Gertsch, 1971 — Мексика
- Nesticus holsingeri Gertsch, 1984 — США
- Nesticus idriacus Roewer, 1931 — Австрия, Италия
- Nesticus inconcinnus Simon, 1907 — Сан-Томе
- Nesticus ionescui Dumitrescu, 1979 — Румыния
- Nesticus iriei Yaginuma, 1979 — Япония
- Nesticus iwatensis Yaginuma, 1979 — Япония
- Nesticus jamesoni Gertsch, 1984 — Мексика
- Nesticus jonesi Gertsch, 1984 — США
- Nesticus kaiensis Yaginuma, 1979 — Япония
- Nesticus karyuensis Yaginuma, 1980 — Япония
- Nesticus kataokai Yaginuma, 1979 — Япония
- Nesticus kunisakiensis Irie, 1999 — Япония
- Nesticus kuriko Yaginuma, 1972 — Япония
- Nesticus kyongkeomsanensis Namkung, 2002 — Корея
- Nesticus latiscapus Yaginuma, 1972 — Япония
  - Nesticus latiscapus kosodensis Yaginuma, 1972 — Япония
- Nesticus libo Chen & Zhu, 2005 — Китай
- Nesticus lindbergi Roewer, 1962 — Афганистан
- Nesticus longiscapus Yaginuma, 1976 — Япония
  - Nesticus longiscapus awa Yaginuma, 1978 — Япония
  - Nesticus longiscapus draco Yaginuma, 1978 — Япония
  - Nesticus longiscapus kiuchii Yaginuma, 1978 — Япония
- Nesticus luquei Ribera & Guerao, 1995 — Испания
- Nesticus lusitanicus Fage, 1931 — Португалия
- Nesticus maculatus Bryant, 1948 — Гаити
- Nesticus masudai Yaginuma, 1979 — Япония
- Nesticus mikawanus Yaginuma, 1979 — Япония
- Nesticus mimus Gertsch, 1984 — США
- Nesticus monticola Yaginuma, 1979 — Япония
- Nesticus morisii Brignoli, 1975 — Италия
- Nesticus murgis Ribera & De Mas, 2003 — Испания
- Nesticus nahuanus Gertsch, 1971 — Мексика
- Nesticus nasicus Coyle & McGarity, 1992 — США
- Nesticus navicellatus Liu & Li, 2013 - Китай
- Nesticus nishikawai Yaginuma, 1979 — Япония
- Nesticus noroensis Mashibara, 1993 — Япония
- Nesticus obcaecatus Simon, 1907 — Испания
- Nesticus orghidani Dumitrescu, 1979 — Румыния
- Nesticus paynei Gertsch, 1984 — США
- Nesticus pecki Hedin & Dellinger, 2005 — США
- Nesticus plesai Dumitrescu, 1980 — Румыния
- Nesticus potreiro Ott & Lise, 2002 — Бразилия
- Nesticus potterius (Chamberlin, 1933) — США
- Nesticus rainesi Gertsch, 1984 — Мексика
- Nesticus rakanus Yaginuma, 1976 — Япония
- Nesticus ramirezi Ott & Lise, 2002 — Аргентина
- Nesticus reclusus Gertsch, 1984 — США
- Nesticus reddelli Gertsch, 1984 — Мексика
- Nesticus sbordonii Brignoli, 1979 — Италия
- Nesticus secretus Gertsch, 1984 — США
- Nesticus sedatus Gertsch, 1984 — Мексика
- Nesticus sheari Gertsch, 1984 — США
- Nesticus shinkaii Yaginuma, 1979 — Япония
- Nesticus shureiensis Yaginuma, 1980 — Япония
- Nesticus silvanus Gertsch, 1984 — США
- Nesticus silvestrii Fage, 1929 — США
- Nesticus sodanus Gertsch, 1984 — США
- Nesticus sonei Yaginuma, 1981 — Япония
- Nesticus speluncarum Pavesi, 1873 — Южная Европа
- Nesticus stupkai Gertsch, 1984 — США
- Nesticus stygius Gertsch, 1984 — США
- Nesticus suzuka Yaginuma, 1979 — Япония
- Nesticus taim Ott & Lise, 2002 — Бразилия
- Nesticus takachiho Yaginuma, 1979 — Япония
- Nesticus tarumii Yaginuma, 1979 — Япония
- Nesticus tennesseensis (Petrunkevitch, 1925) — США
- Nesticus tosa Yaginuma, 1976 — Япония
  - Nesticus tosa iwaya Yaginuma, 1976 — Япония
  - Nesticus tosa niyodo Yaginuma, 1976 — Япония
- Nesticus uenoi Yaginuma, 1972 — Япония
- Nesticus unicolor Simon, 1895 — Венесуэла
- Nesticus vazquezae Gertsch, 1971 — Мексика
- Nesticus wiehlei Dumitrescu, 1979 — Румыния
- Nesticus yaginumai Irie, 1987 — Япония
- Nesticus yamagatensis Yoshida, 1989 — Япония
- Nesticus yamato Yaginuma, 1979 — Япония
- Nesticus yesoensis Yaginuma, 1979 — Япония
- Nesticus zenjoensis Yaginuma, 1978 — Япония